# Joachim Pfitzner
Joachim Pfitzner war ein deutscher Sportjournalist der DDR.
Pfitzner war langjähriger Redakteur bei der Fußballzeitschrift fuwo, die von DDR-Fußballverband DFV herausgegeben wurde. Weiterhin berichtete er für Publikationen wie das Neue Deutschland, u. a. als Sonderberichterstatter 1963 vom Fußball-Europapokalspiel MTK Budapest gegen Motor Zwickau. Zudem berichtete er von der DDR-Fußballoberliga und gehörte zu den ersten Berichterstattern vom DDR-Frauenfußball.
Er war an mehreren Veröffentlichungen zum Thema Fußball beteiligt.